# لاريب

تعديل مصدري - تعديل

لاريب هي إحدى قرى عزلة جعار بمديرية خنفر التابعة لمحافظة أبين، بلغ تعداد سكانها 152 نسمة حسب تعداد اليمن لعام 2004.